# Ảnh hưởng văn hóa của BTS

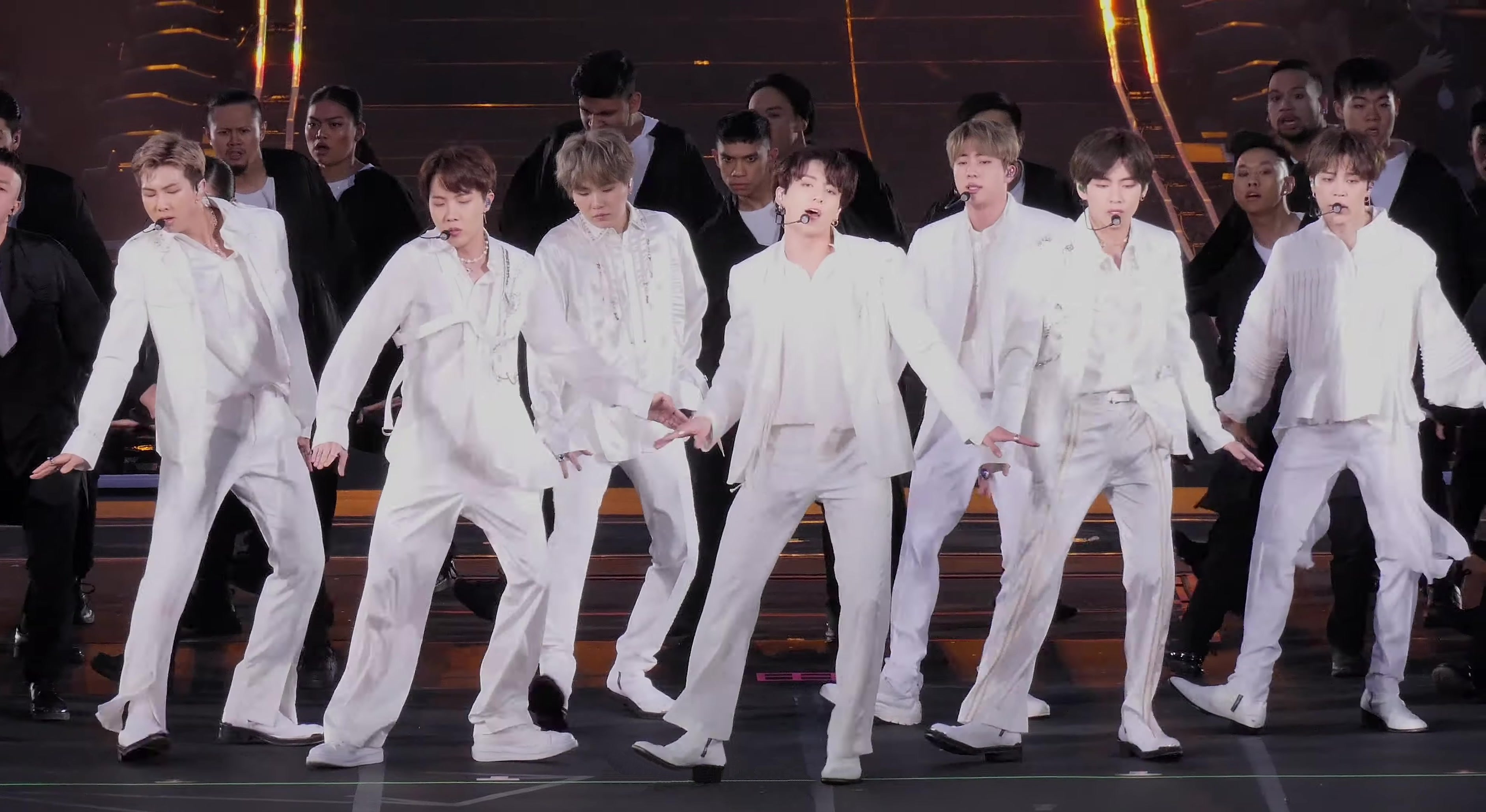
BTS biểu diễn "Not Today" trong chuyến lưu diễn Speak Yourself tại sân vận động MetLife vào ngày 18 tháng 5 năm 2019.

Nhóm nhạc nam Hàn Quốc BTS được thành lập vào năm 2010 và ra mắt vào năm 2013. Bảy thành viên đã có tầm ảnh hưởng văn hóa đáng kể tại Hàn Quốc và quốc tế, và được coi là một trong những nhân vật hàng đầu của làn sóng Hallyu trong thế kỷ 21. Tầm ảnh hưởng thương mại của BTS đối với nền kinh tế Hàn Quốc cùng với những hoạt động từ thiện của họ và các dự án thương mại khác đã nhận được sự chú ý rộng rãi trên báo chí và thị trường tài chính.

## Ảnh hưởng văn hoá
Trên phạm vi quốc tế, BTS được mô tả là "tên tuổi lớn nhất và thành công nhất trong K-pop trên toàn cầu" có thể "làm được những điều mà không một cái tên nào khác trong thể loại của họ có thể làm được" với tạp chí Time phong tặng cho họ danh hiệu "Những chàng hoàng tử nhạc Pop". Giám đốc điều hành Silvio Pietroluongo của Billboard đã so sánh thành công thương mại và tầm ảnh hưởng của BTS với The Beatles và The Monkees. Trong khi giám đốc điều hành Helena Kosinski của MRC Data nhận định "mặc dù BTS không phải là người đầu tiên mở đường cho K-pop trên toàn cầu, nhưng họ là những người đầu tiên nắm giữ vai trò chủ đạo. Họ không chỉ thu hút giới trẻ mà còn cả nhân khẩu học ở độ tuổi 50 và 60."
Năm 2019, BTS một lần nữa được IFPI vinh danh là một trong 10 nghệ sĩ thu âm toàn cầu của năm với vị trí số 7. Năm 2020, BTS trở thành nghệ sĩ không nói tiếng Anh đầu tiên được vinh danh là Nghệ sĩ thu âm toàn cầu số 1 của năm bởi IFPI. Nhóm hiện vẫn là nghệ sĩ không nói tiếng Anh duy nhất xuất hiện trong danh sách này. Tháng 11 năm 2019, Billboard vinh danh BTS ở vị trí số 4 trong danh sách Nghệ sĩ mạng xã hội hàng đầu của năm 2010, khiến họ trở thành nhóm nhạc có vị trí cao nhất trong danh sách. BTS cũng được Billboard vinh danh ở vị trí số 45 trong danh sách Nghệ sĩ lưu diễn hàng đầu của những năm 2010. Nhóm là nghệ sĩ châu Á có vị trí cao nhất trong danh sách cũng như nghệ sĩ duy nhất không nói tiếng Anh.

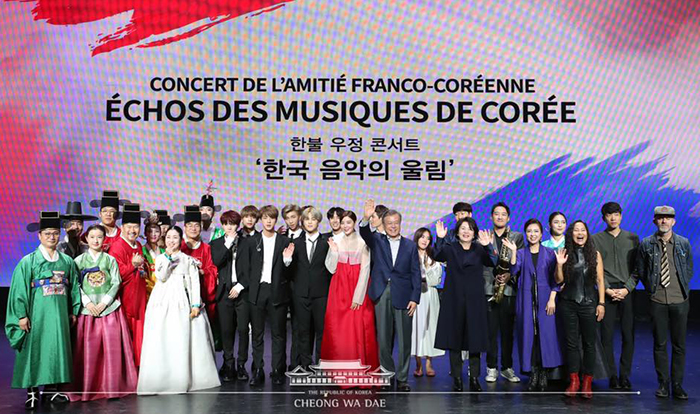
Tổng thống Hàn Quốc Moon Jae-in và BTS cùng những người khác tại Korea-France Friendship Concert vào năm 2018.

BTS thường được gọi là "nhóm nhạc nam lớn nhất thế giới". Nhóm còn xuất hiện trong các danh sách quyền lực khác nhau. Với tư cách là người nổi tiếng được nhắc đến nhiều nhất trên toàn cầu từ năm 2017 đến năm 2020, nhóm được Time vinh danh trong danh sách 25 nhân vật có tầm ảnh hưởng lớn nhất trên mạng xã hội kể từ năm 2017 đến 2019, được giới thiệu trên trang bìa tạp chí ấn bản quốc tế vào tháng 10 năm 2018 với tư cách là "Những nhà lãnh đạo thế hệ tương lai" và được Time 100 liệt kê là một trong những nhân vật có tầm ảnh hưởng lớn nhất trên toàn cầu năm 2019. Sau khi BTS phát hành "Idol", Trung tâm Quốc gia Gugak phải mở rộng số lượng nhạc cụ Hàn Quốc có sẵn do nhu cầu gia tăng từ các nhà sản xuất Hàn Quốc và nước ngoài.
BTS còn xuất hiện trong danh sách 50 nhân vật có tầm ảnh hưởng lớn nhất của Bloomberg Markets vào năm 2018. Năm 2019, BTS được vinh danh ở vị trí số 43 trong danh sách thường niên của Forbes cho 100 người nổi tiếng có thu nhập cao nhất thế giới với thu nhập 57 triệu USD. BTS cũng dẫn đầu trong danh sách 100 nhà lãnh đạo tương lai bền vững toàn cầu trong một thông báo từ hiệp hội SDG do Liên Hợp Quốc tài trợ tại Trụ sở Liên Hợp Quốc, trong khi cộng đồng người hâm mộ của BTS là ARMY được ghi nhận là cộng đồng người hâm mộ lớn mạnh nhất thế giới. Những nhân vật đáng chú ý khác có mặt trong danh sách này bao gồm Malala Yousafzai và Bill Gates.
Tầm ảnh hưởng của nhóm đã dẫn đến lời mời tham dự phiên họp lần thứ 73 của Đại Hội đồng Liên Hợp Quốc và biểu diễn trước 400 quan chức bao gồm Tổng thống Hàn Quốc Moon Jae-in tại buổi hòa nhạc Korea-France Friendship Concert ở Paris vào năm 2018, một hội nghị thượng đỉnh kỷ niệm mối quan hệ hữu nghị giữa Pháp và Hàn Quốc. Chủ tịch Quốc hội Hàn Quốc Moon Hee-sang cho biết "BTS đang thực hiện hầu hết công việc của chúng tôi", quy kết quả từ chuyến đi nước ngoài của ông với danh tiếng của BTS nhằm thúc đẩy "ngoại giao kinh tế".
BTS sở hữu 23 kỷ lục Guinness thế giới.

### Châu Á

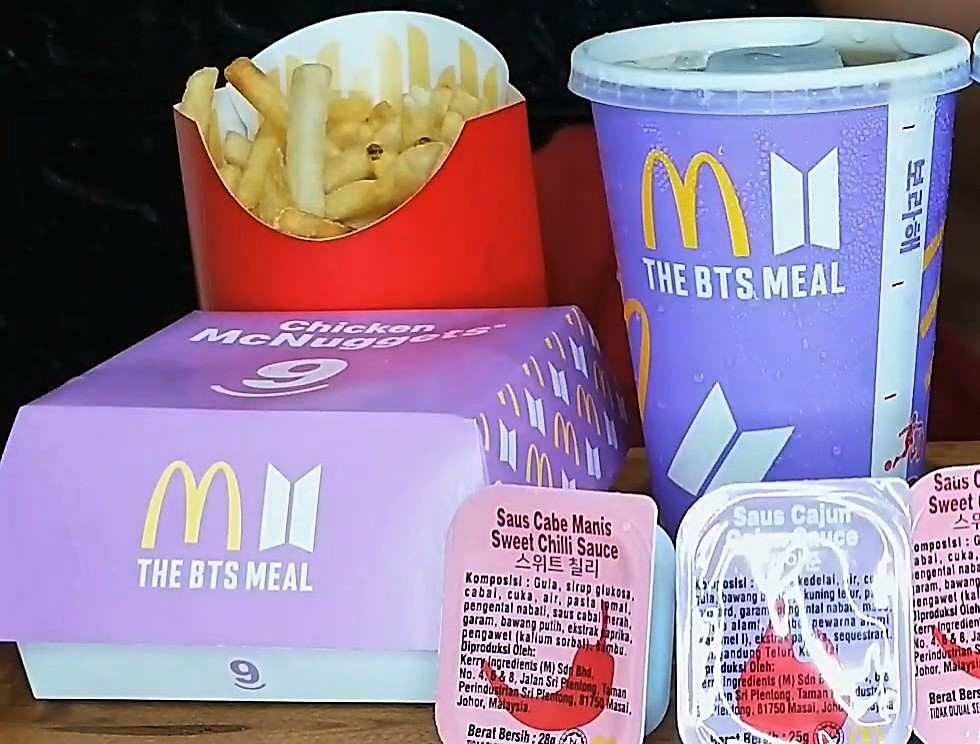
BTS Meal hợp tác với McDonald's.

Mặc dù những hạn chế THAAD bắt đầu từ năm 2016 đã ngăn chặn việc buôn bán các mặt hàng của Hàn Quốc tại Trung Quốc, câu lạc bộ người hâm mộ của BTS vẫn có thể phá kỷ lục về số lượng album được mua nhiều nhất tại một thời điểm. Câu lạc bộ người hâm mộ đã đặt mua các mặt hàng thông qua dịch vụ daigou để nhận được hàng hóa. Khi BTS Meal hợp tác với McDonald's được phát hành ở Indonesia, điều này khiến các cửa hàng McDonald's phải đóng cửa do vi phạm quy định COVID vì lượng khách quá đông. Tháng 10 năm 2019, BTS biểu diễn tại sân vận động quốc tế King Fahd ở Riyadh, trở thành nghệ sĩ nước ngoài đầu tiên biểu diễn một buổi hòa nhạc riêng tại Ả Rập Xê Út. Năm 2020, BTS là nghệ sĩ có lượt phát trực tuyến cao nhất ở Việt Nam.

#### Ấn Độ
Tổng thống Ấn Độ Ram Nath Kovind đề cập đến BTS vào năm 2018 tại một bữa tiệc chính thức, nói rằng "Văn hóa đại chúng của Hàn Quốc cũng quyến rũ chúng tôi. Từ "Gangnam Style" đến nhóm nhạc BTS của Hàn Quốc, giới trẻ của chúng tôi bị mê hoặc bởi những giai điệu của những nhóm nhạc pop mang tính biểu tượng này..." Theo The Indian Express, trong bối cảnh đại dịch COVID-19, một làn sóng Hàn Quốc đã tràn lan sang Ấn Độ với BTS cùng những bộ phim truyền hình nổi tiếng của Hàn Quốc như Hạ cánh nơi anh và Trò chơi con mực dẫn đầu xu hướng.

#### Nhật Bản
BTS bắt đầu làn sóng Hàn Quốc thứ ba tại Nhật Bản bất chấp những khó khăn ngoại giao giữa hai nước. Năm 2018, nhóm nhạc Nhật Bản King & Prince ra mắt, công ty chủ quản của họ cho biết nhóm được mô phỏng theo BTS do sự nổi tiếng của họ. Năm 2019, nhóm nhạc Ballistik Boyz được mô phỏng theo BTS. Năm 2021, Tập đoàn Rakuten thực hiện một cuộc khảo sát để tìm ra phong cách thời trang của quốc gia nào có tầm ảnh hưởng lớn nhất tại Nhật Bản. Những người đàn ông ở độ tuổi thiếu niên và đôi mươi gọi BTS là người có tầm ảnh hưởng thời trang phổ biến thứ hai chỉ sau Kimura Takuya. Trong thời gian diễn ra Thế vận hội Mùa hè 2020, các bài hát của BTS được phát trong một số sự kiện thể thao.
BTS phá kỷ lục của Oricon và là nghệ sĩ đầu tiên đạt hơn 10 triệu lượt phát trực tuyến trong 1 tuần cho ít nhất 3 bài hát. BTS là nghệ sĩ nước ngoài thứ hai đạt vị trí số 1 trên bảng xếp hạng Oricon Albums Chart với Map of The Soul: 7, nghệ sĩ đầu tiên là Michael Jackson. Sản phẩm này còn là album tiếng Hàn đầu tiên đạt vị trí số 1 trên bảng xếp hạng Oricon. Map of the Soul: 7 – The Journey thiết lập kỷ lục mới cho doanh số bán album ngày đầu tiên cao nhất cao nhất của cả nghệ sĩ nước ngoài và nghệ sĩ Hàn Quốc tại Nhật Bản. Với BTS, the Best, họ là nhóm nhạc Hàn Quốc đầu tiên bán được 1 triệu bản album và tiếp tục trở thành album bán chạy nhất trong năm chỉ trong một ngày bán ra. Đĩa đơn "MIC Drop/DNA/Crystal Snow" của nhóm là bài hát có vị trí cao nhất của một nghệ sĩ Hàn Quốc trên bảng xếp hạng Oricon hàng năm từng đạt được và "Butter" là bài hát nhanh nhất nhận được chứng nhận Bạch kim trong lịch sử bảng xếp hạng.

#### Triều Tiên
Bất chấp những quy định nghiêm ngặt về K-pop, BTS vẫn phổ biến với giới trẻ Bắc Hàn. Nếu bị phát hiện xem các nội dung đến từ Hàn Quốc, một cá nhân có thể phải đối mặt với án tù từ 5 đến 15 năm. Một nguồn tin riêng cho biết sự nổi tiếng của nhóm là do lời bài hát ý nghĩa của BTS truyền tải thông điệp rằng mọi người hãy yêu bản thân mình. Đó là một khái niệm mà người dân Triều Tiên chưa từng nghe đến vì họ được bảo là phải cống hiến mọi thứ cho đất nước của họ. Năm 2020, các binh sĩ Triều Tiên bị bắt gặp đang tiệc tùng trong khi nghe "Blood Sweat & Tears". Nhằm ngăn chặn sự nổi tiếng ngày càng tăng của nhóm, tuyên truyền của chính phủ được ban hành để kêu gọi các nhóm nhạc Hàn Quốc như BTS là "nô lệ" và họ "phải chịu đựng cuộc sống khốn khổ". Bất chấp những lời tuyên truyền này, học sinh trung học ở Bắc Triều Tiên vẫn bị bắt gặp nghe nhạc của BTS vào năm 2021.

#### Hàn Quốc
BTS chiếm 41,9% doanh số bán album trên Gaon Album Chart trong nửa đầu năm 2019, tăng so với thị phần 25,3% của năm trước. Theo cuộc khảo sát cho nhân vật quyền lực nhất năm 2019 của JoyNews24 do các chuyên gia trong ngành bình chọn, BTS được chọn ở vị trí số 1 với 74 phiếu bầu với vị trí số 2 là đạo diễn Bong Joon-ho của bộ phim điện ảnh Ký sinh trùng với 29 phiếu bầu. BTS dẫn đầu danh sách 40 người nổi tiếng quyền lực nhất Hàn Quốc của Forbes vào năm 2018 và 2020 với vị trí số 5 vào năm 2017 và vị trí số 2 vào năm 2019. Tháng 12 năm 2019, theo cuộc khảo sát thường niên do Gallup Hàn Quốc thực hiện, BTS được chọn là nghệ sĩ được yêu thích nhất năm 2019 trong năm thứ hai liên tiếp. BTS là nghệ sĩ đầu tiên ngoài 3 công ty giải trí hàng đầu (SM, YG và JYP) đoạt giải Nghệ sĩ của năm tại Mnet Asian Music Awards lần thứ 18 vào tháng 12.
Nhân dịp kỷ niệm 25 năm ra mắt của biểu tượng âm nhạc Hàn Quốc Seo Taiji và là một phần của chuỗi dự án kỷ niệm "Time: Traveller", BTS phát hành phiên bản remake từ tác phẩm kinh điển "Come Back Home" năm 1995 của Seo Taiji vào tháng 7 năm 2017, tái hiện lại âm nhạc và ca từ theo những cảm xúc tương tự như sự biến đổi xã hội mà Seo Taiji từng tranh luận trước đó. BTS sau đó được Seo Taiji mời biểu diễn với vai trò hát đệm kiêm vũ công cho 8 bài hát của anh tại buổi hòa nhạc ở sân vận động Olympic Seoul vào đầu tháng 9. Trong buổi hòa nhạc, Seo Taiji thừa nhận sự tương đồng giữa BTS với chính anh trong âm nhạc, công nhận nhóm là người kế thừa âm nhạc của mình, nói rằng "Đây là thế hệ của các bạn ở thời điểm hiện tại. Hãy cho họ thấy."
Kang Soo-jung, quản lý triển lãm tại Bảo tàng Nghệ thuật Hiện đại và Đương đại, cho biết trong khi chuẩn bị cho buổi triển lãm kỷ niệm 50 năm mang tên "Square", cô chịu ảnh hưởng rất nhiều bởi bài hát "Sea" của BTS. BTS xuất hiện trên You Quiz on the Block, một chương trình thực tế của Hàn Quốc, nơi nhóm phá vỡ kỷ lục xếp hạng của chương trình về số lượng người xem vào tháng 3 năm 2021. Nó được công bố vào năm 2021 rằng nhóm nhạc Hàn Quốc Blitzers được mô phỏng theo BTS. Nữ nghị sĩ Ryu Ho-jeong sử dụng hình ảnh của thành viên Jungkook để lộ các hình xăm của anh nhằm thúc đẩy việc hợp pháp hóa hình xăm vì chúng là bất hợp pháp tại Hàn Quốc.
Tháng 9 năm 2019, Tổng thống Moon Jae-in đề cập đến BTS trong thông báo về "3 chiến lược đổi mới chính cho ngành công nghiệp nội dung" vì đã tiên phong trong mô hình kinh doanh đầy sáng tạo thông qua hình thức giao lưu trực tiếp với người hâm mộ. Tháng 10 năm 2019, Bộ Văn hóa, Thể thao và Du lịch chọn BTS làm người nhận "Thư cảm ơn" vì đã cho thế giới thấy được vẻ đẹp của văn hóa truyền thống Hàn Quốc (Hangul, Hanbok và Gugak) thông qua cách tái hiện đầy sáng tạo của nhóm trong âm nhạc. Theo cuộc khảo sát Hình ảnh Quốc gia Hàn Quốc năm 2019 do Bộ Văn hóa, Thể thao và Du lịch và công ty liên kết Dịch vụ Văn hóa và Thông tin Hàn Quốc thực hiện tại 16 quốc gia, BTS được chọn ở vị trí số 2 với 5,5% phiếu bầu. Mặc dù huân chương văn hóa của chính phủ Hàn Quốc theo truyền thống chỉ được trao cho những người có hơn 15 năm tuổi nghề với nhiều thành tựu nổi bật, BTS vẫn vinh dự trở thành những người trẻ tuổi nhất từng được Tổng thống Hàn Quốc trao tặng Huân chương Văn hóa vào năm 2018 chỉ sau 5 năm kể từ khi ra mắt nhờ những đóng góp của nhóm trong việc truyền bá văn hóa và ngôn ngữ Hàn Quốc. Năm 2020, BTS vinh dự đoạt giải James A. Van Fleet để ghi nhận những đóng góp xuất sắc của nhóm trong việc thúc đẩy mối quan hệ giữa Hoa Kỳ và Hàn Quốc; cho đến nay, họ vẫn là những người trẻ tuổi nhất từng được vinh danh và là nghệ sĩ duy nhất nhận được giải thưởng này trong lịch sử lễ trao giải. Cuối năm 2020, "Luật BTS" được các nghị sĩ quốc hội Hàn Quốc thông qua để cho phép BTS tạm hoãn nghĩa vụ quân sự bắt buộc cho đến khi họ đủ 30 tuổi thay vì 28 tuổi.
Ngày 21 tháng 7 năm 2021, Tổng thống Moon Jae-in bổ nhiệm BTS làm Đặc phái viên của Tổng thống cho Thế hệ Tương lai và Văn hóa. Với tư cách là đặc phái viên, họ có vai trò "nâng cao nhận thức về chương trình nghị sự toàn cầu, tăng trưởng bền vững và củng cố sức mạnh ngoại giao của các quốc gia trên toàn cầu" và đại diện cho Hàn Quốc tại nhiều hội nghị quốc tế khác nhau, chẳng hạn như Đại Hội đồng Liên Hợp Quốc lần thứ 76.

#### Philippines
Nghị sĩ quốc hội Alan Peter Cayetano thành lập một bloc mang tên BTS sa Kongreso (BTS trong Quốc hội) với 6 dân biểu khác nhằm nâng cao nhận thức về một sửa đổi hiến pháp mà ông muốn thực hiện. Cayetano gọi đó là một thành công bất chấp phản ứng dữ dội mà ông nhận được vì chúng đã lan truyền và được một số người hâm mộ của BTS ủng hộ. Một nghiên cứu do iPrice Group thực hiện cho thấy rằng số lượt tìm kiếm thương hiệu mà BTS quảng cáo có thể tăng gấp đôi sau khi hợp tác với các thương hiệu như Coca-Cola và Louis Vuitton tăng lần lượt là 127% và 65%. Năm 2021, những hình ảnh của Jungkook được thị trưởng của Tagbilaran là John Geesnell Yap đăng tải nhằm thuyết phục người dân tiêm vắc xin phòng COVID.

### Châu Âu
BTS là nghệ sĩ châu Á đầu tiên sở hữu album quán quân tại Đức. Tháng 6 năm 2020, một tạp chí xuất bản hai tháng một lần chỉ dành riêng cho BTS được phát hành ở Ý, phản ánh sự nổi tiếng của nhóm. Năm 2016, BTS là nghệ sĩ Hàn Quốc đầu tiên xuất hiện trên Official Albums Chart với album Wings của nhóm ở Vương quốc Anh và vào năm 2021, nhóm trở thành nghệ sĩ Hàn Quốc được đề cử nhiều nhất tại MTV Europe Music Awards. Nhóm còn giữ kỷ lục về nhóm nhạc K-pop sở hữu 10 bản hit hàng đầu trên UK Singles Chart. Oli London, một nhân vật có ảnh hưởng người Anh, đã trải qua 18 cuộc phẫu thuật với chi phí lên tới 150 nghìn bảng Anh để trông giống với thành viên Jimin. BTS là nhóm nhạc Hàn Quốc đầu tiên bán cháy vé và biểu diễn tại sân vận động Wembley và là nghệ sĩ Hàn Quốc đầu tiên được đề cử tại lễ trao giải Brit.

### Bắc Mỹ

#### Canada
Tại Canada, BTS là nghệ sĩ châu Á thứ hai ra mắt trên bảng xếp hạng CHR/Top Forty của Canada, đạt vị trí số 6 với "Butter" chỉ sau "Gangnam Style" của Psy ở vị trí số 2. Nhóm còn giữ kỷ lục cho bài hát xếp hạng lâu nhất của một nghệ sĩ Hàn Quốc khi dành 28 tuần trên Canadian Hot 100 với "Dynamite".

#### Mexico
Trong thời gian diễn ra FIFA World Cup 2018, Mexico phát trực tiếp các bài hát của BTS và bắt đầu phát các bài hát của nhóm trên đài phát thanh như một lời tri ân đến Hàn Quốc vì đánh bại Đức, điều này vô tình giữ Mexico ở lại World Cup. Khi phần ăn McDonald's của BTS được phát hành, người hâm mộ phải xếp hàng đợi hàng giờ trước khi các cửa hàng mở cửa với nhiều người chờ đợi đến 2 giờ để có được một bữa ăn. Trong vòng vài giờ vào ngày đầu tiên mở bán, tất cả các cửa hàng đều bán hết bao bì đặc biệt dành cho bữa ăn.

#### Hoa Kỳ

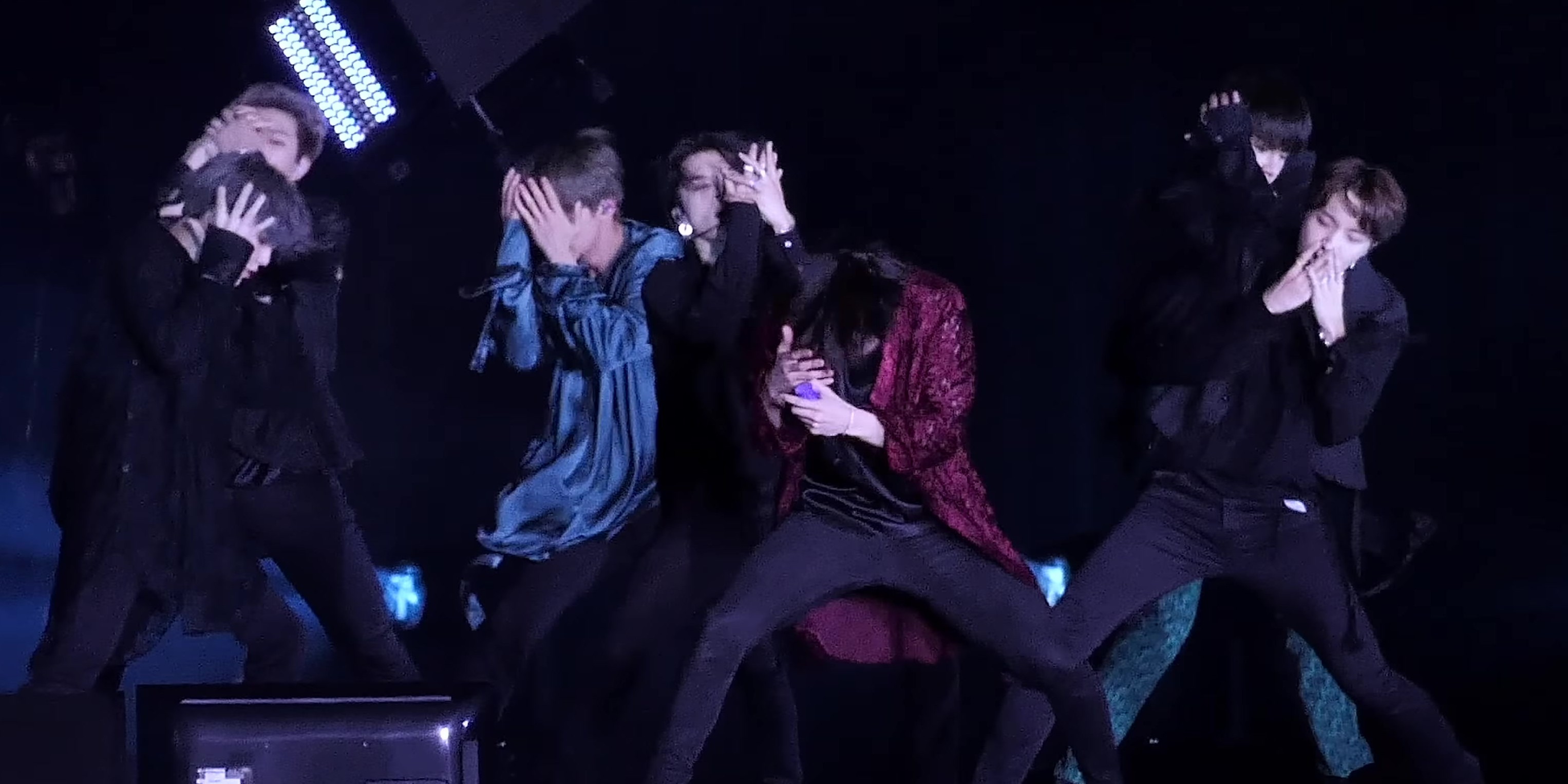
BTS biểu diễn "Fake Love" trong Love Yourself World Tour tại Rose Bowl ở Pasadena, California vào năm 2019.

BTS là nhóm nhạc K-pop đầu tiên sở hữu biểu tượng cảm xúc Twitter của riêng họ vào tháng 5 năm 2016. Với tư cách là nghệ sĩ không nói tiếng Anh đầu tiên ra mắt trên bảng xếp hạng Nghệ sĩ thu âm toàn cầu vào năm 2018, BTS có album bán chạy thứ hai và thứ ba trên toàn cầu và là nghệ sĩ bán chạy thứ hai trên toàn cầu dựa trên các nền tảng truyền thông chỉ sau Drake. BTS chiếm 72,7% đơn vị tiêu thụ album do các nghệ sĩ K-pop tạo ra trong năm 2018 trên tổng số 17 nghệ sĩ. Nhóm được CNN liệt kê là một trong những nghệ sĩ có tầm ảnh hưởng lớn nhất trong thập kỷ vì giúp "K-pop phổ biến ở Hoa Kỳ". Nhóm cũng được Variety vinh danh là Nhóm nhạc của năm trong danh sách Hitmakers 2019.
Tại California, BTS truyền cảm hứng cho một giáo viên để trường học của ông trở thành trường đầu tiên trong nước cung cấp khóa học về Văn hóa và Xã hội của người Mỹ gốc Hàn. Các công ty sản xuất của Hoa Kỳ cũng bắt đầu có động thái tương tự khi áp dụng mô hình kinh doanh thần tượng K-pop vào ngành công nghiệp âm nhạc, đặc biệt là các cuộc thi thực tế để sản xuất những nhóm nhạc thần tượng. Aja Romano của Vox cho biết đây có thể là kết quả trực tiếp từ ảnh hưởng của BTS đối với ngành công nghiệp. Tháng 10 năm 2021, có thông báo rằng 26 từ tiếng Hàn sẽ được thêm vào từ điển tiếng Anh Oxford. Nó được nhấn mạnh rằng BTS cùng với các bộ phim nổi tiếng Trò chơi con mực và Ký sinh trùng đã giúp cho những cụm từ này được biết đến nhiều hơn. Năm 2021, mức độ ảnh hưởng của Hàn Quốc tại Hoa Kỳ tăng lên rõ rệt, tăng 13 bậc so với năm trước khi đạt vị trí số 15 tổng thể trong năm. Điều này được cho là nhờ vào sức ảnh hưởng ngày càng lớn của BTS trong nước. Chính vì vậy, BTS bắt đầu được gọi là một trong những quyền lực mềm của Hàn Quốc trong chính trị.
BTS là nghệ sĩ K-pop đầu tiên dẫn đầu Billboard World Albums trong nhiều tuần liền. BTS còn là nhóm nhạc Hàn Quốc đầu tiên dẫn đầu bảng xếp hạng Billboard Social 50. Nhóm dành tổng cộng 210 tuần ở vị trí số 1 trước khi bảng xếp hạng bị gián đoạn vào tháng 12 năm 2020 và là nghệ sĩ đầu tiên được xếp hạng hơn 200 tuần trên bảng xếp hạng này. BTS nắm giữ kỷ lục cho bài hát tiếng Hàn có vị trí cao nhất tại Hoa Kỳ với "Life Goes On" đạt vị trí số 1 trên bảng xếp hạng Billboard Hot 100. Nhóm còn giữ kỷ lục cho bài hát không phải tiếng Anh có vị trí cao nhất, bài hát tiếng Nhật có vị trí cao nhất với "Film Out" ở vị trí số 1 trên Billboard Global 200 và album tiếng Nhật có vị trí cao nhất với BTS, the Best ở vị trí số 19 trên bảng xếp hạng Billboard 200. Nhóm còn là nghệ sĩ Hàn Quốc đầu tiên đạt vị trí số 1 trên bảng xếp hạng Billboard Hot 100. BTS là nghệ sĩ đầu tiên sở hữu 3 album quán quân trong 1 năm trên Billboard 200 kể từ The Beatles.
BTS đã nhận được nhiều giải thưởng tại Hoa Kỳ. Nhóm là nghệ sĩ châu Á đầu tiên được đề cử và đoạt giải Nghệ sĩ của năm tại American Music Awards, đồng thời là nhóm nhạc Hàn Quốc đầu tiên trong lịch sử biểu diễn tại lễ trao giải Grammy và nhận được đề cử. BTS còn là nhóm nhạc Hàn Quốc đầu tiên nhận được giải thưởng tại Billboard Music Awards. Esquire vinh danh BTS là một trong 10 nhóm nhạc xuất sắc nhất mọi thời đại bên cạnh những nghệ sĩ khác như The Supremes, Destiny's Child và Queen.
Love Yourself: Answer là album Hàn Quốc đầu tiên nhận được chứng nhận Vàng vào năm 2018 và vào năm 2020, Map of the Soul: 7 là album Hàn Quốc đầu tiên nhận được chứng nhận Bạch kim. Với tư cách là nghệ sĩ Hàn Quốc được RIAA trao tặng chứng nhận nhiều nhất, nhóm không chỉ là nghệ sĩ Hàn Quốc đầu tiên tích lũy hơn 1 tỷ lượt phát trực tuyến mà còn là nghệ sĩ đầu tiên tích lũy 5 tỷ lượt phát trực tuyến trên Spotify. Năm 2018, BTS trở thành nghệ sĩ Hàn Quốc đầu tiên biểu diễn tại một sân vận động ở Hoa Kỳ sau khi biểu diễn tại Citi Field. Nhóm là nghệ sĩ châu Á đầu tiên bán cháy vé tại sân vận động Rose Bowl. Các buổi hòa nhạc của nhóm tại Rose Bowl là buổi hòa nhạc có doanh thu cao nhất trong lịch sử Boxscore, vượt qua kỷ lục của Taylor Swift và U2 cũng như Beyoncé & Jay-Z và Eminem & Rihanna.

### Nam Mỹ

#### Argentina
Làn sóng Hallyu bắt đầu ở Argentina vào năm 2021 với BTS, Trò chơi con mực và ẩm thực Triều Tiên dẫn đầu. Tháng 6 năm 2021, Centro Cultural Coreano (CCC) (Trung tâm Văn hóa Hàn Quốc) ở Argentina thông báo rằng họ sẽ tổ chức một cuộc thi K-pop tại Mỹ Latinh lấy cảm hứng từ BTS. Đây là một trong những cuộc thi lớn nhất được truyền cảm hứng bởi BTS vì sự kiện này bao gồm nhiều quốc gia từ một khu vực rộng lớn, trong đó có những nhóm từ Argentina, Bolivia, Brazil, Cuba, Ecuador, Guatemala, Mexico, Paraguay và các quốc gia khác.

#### Chile
Khi BTS tổ chức các buổi hòa nhạc ở Chile vào năm 2017, vé xem cho các buổi biểu diễn được bán cháy vé trong 2 giờ đồng hồ mặc dù không quảng bá cho chương trình. Họ cũng trở thành nhóm nhạc K-pop bán cháy vé nhanh nhất tại Movistar Arena, sân vận động lớn nhất tại Chile.

## Di sản
Các sản phẩm âm nhạc của BTS đã ảnh hưởng đến nhiều nghệ sĩ, bao gồm (G)I-dle, Hyunho của D-Crunch, Younghoon và Hwall của The Boyz, Zuho của SF9, Euna Kim, Jaehyun của Golden Child, Wanna One, IN2IT, Park Ji-hoon, Kim Dong-han, Seven O'Clock, Hyeongseop X Euiwoong, Noir, Sejun và Byungchan của Victon, Loona, Newkidd và Enhypen.
Các nhóm nhạc thần tượng K-pop khác cũng bắt đầu thay đổi chủ đề ca từ của họ từ những câu chuyện tình yêu sang những cụm từ như "tìm lại chính mình" theo sau kỷ nguyên "Love Yourself" của BTS và bài phát biểu của RM tại Liên Hợp Quốc. Sự thành công của BTS trên thị trường nhạc pop toàn cầu đã mở ra một xu hướng mới trong những nhóm nhạc Hàn Quốc với số lượng thần tượng ngày càng tăng, bao gồm Monsta X và Stray Kids, bắt đầu trình bày nhiều thông điệp mang tính cá nhân hơn khi viết lời bài hát. Một số nghệ sĩ sau đó cũng phát hành bộ ba khái niệm, xây dựng thế giới quan xoay quanh âm nhạc của họ và cho thấy xu hướng sâu xa hơn đối với các chủ đề tăm tối sau khi nhận thấy thành công của BTS với việc làm tương tự. Nhiều quốc gia đã cố gắng tái tạo các nhóm nhạc thần tượng tương tự như BTS, bao gồm Hàn Quốc, Nhật Bản và Hoa Kỳ.

## Ảnh hưởng thương mại

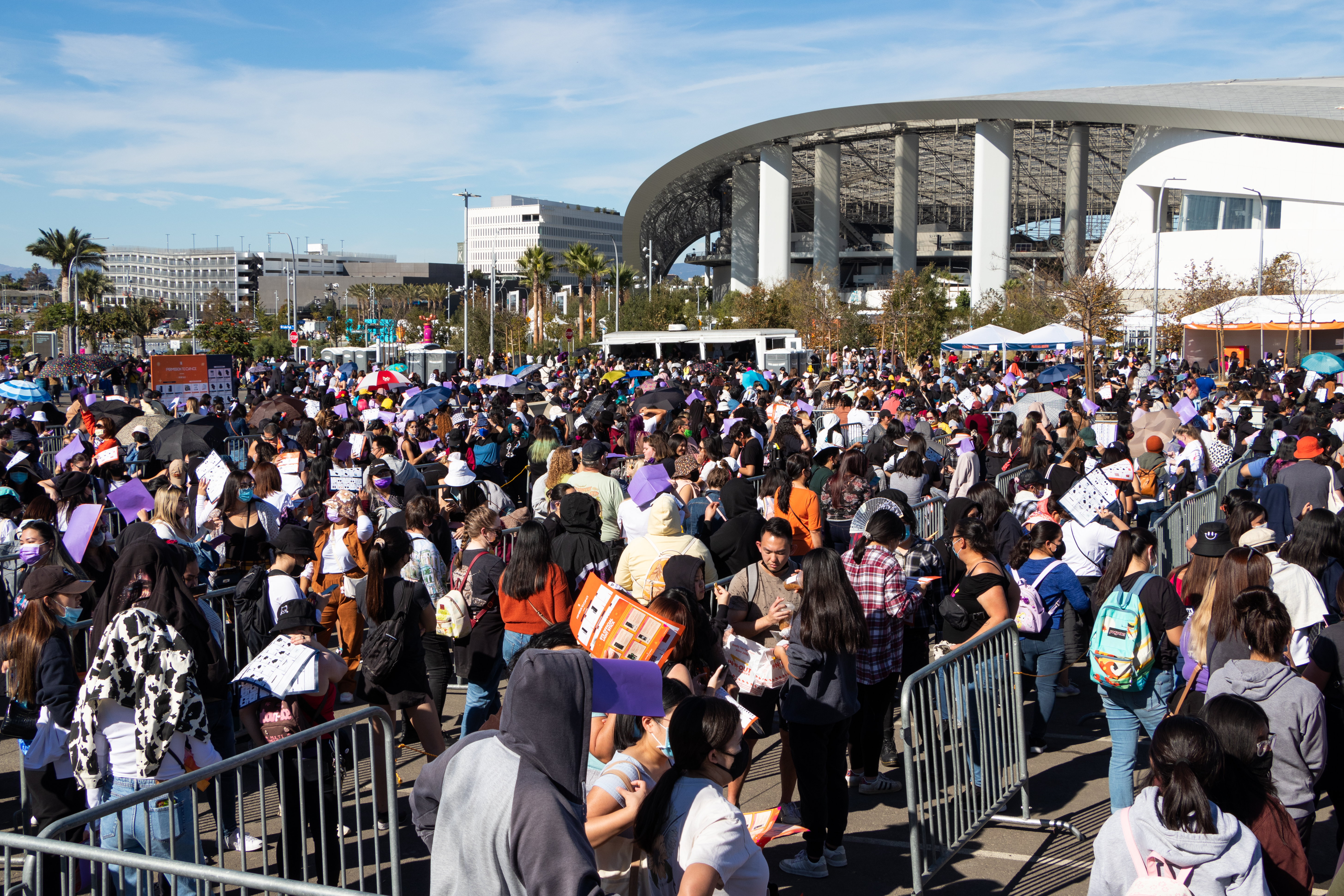
Người hâm mộ xếp hàng để mua các mặt hàng hóa của BTS trước buổi hòa nhạc của nhóm ở Los Angeles.

Năm 2019, BTS được ước tính đã vực dậy ngành công nghiệp âm nhạc Hàn Quốc và mang về hơn 5,5 nghìn tỷ KRW (khoảng 4,65 tỷ USD) cho nền kinh tế Hàn Quốc, ngoài những ảnh hưởng của nhóm tại thị trường quốc tế. Được ghi nhận vì sự gia tăng mức độ phổ biến của việc mua bán các mặt hàng K-pop trực tuyến và sự phát triển của làn sóng Hàn Quốc kể từ năm 2016 đến 2018 bởi Dịch vụ Hải quan Hàn Quốc và Quỹ Hàn Quốc, BTS được xem như là một trong những động lực chính thúc đẩy sự phục hồi của các lĩnh vực liên quan đến âm nhạc Hàn Quốc đến mức điều này được phán đoán trước khi Trung Quốc ban hành lệnh cấm vận với nội dung văn hóa Hàn Quốc vào năm 2016 do mối quan hệ ngoại giao giữa hai nước bị rạn nứt. Yung Duk-kim, phó chủ tịch kiêm giám đốc điều hành của Cơ quan Nội dung sáng tạo Hàn Quốc cho biết thị trường âm nhạc K-pop "tăng vọt" bởi sự nổi tiếng ngày càng tăng của BTS, tạo ra công ăn việc làm không chỉ cho BTS và những người làm việc cho nhóm mà còn cho cả các thần tượng K-pop khác. Nhiều hãng thông tấn khác nhau đặt ra thuật ngữ "Hiệu ứng BTS" để chỉ sự tác động về mặt thương mại mà BTS mang lại từ tầm ảnh hưởng của họ, chẳng hạn như tài khoản tiết kiệm của ngân hàng KB Kookmin tăng gấp 6 lần so với năm trước sau khi mời BTS làm đại diện phát ngôn thương hiệu và khi giá cổ phiếu của các công ty giải trí tại Hàn Quốc tăng vọt trong 5 ngày sau khi BTS dẫn đầu bảng xếp hạng Billboard 200 của Hoa Kỳ. Hiệu ứng cũng được ghi nhận khi giá cổ phiếu của các công ty có mối quan hệ đối tác với BTS như Netmarble, NetMark, Soribada, Key Shares, GMP, Diffie và Mattel bỗng tăng vọt. Tháng 10 năm 2019, tổng doanh thu quốc tế của Mattel tăng hơn 10% lên 721,7 triệu USD nhờ vào doanh số bán hàng của bộ sưu tập búp bê được mô phỏng theo BTS. Công ty dữ liệu SM2 Networks ước tính công ty xe hơi Hyundai đạt 600 tỷ KRW (502 triệu USD) từ doanh thu quảng cáo sau khi đưa BTS làm đại sứ thương hiệu của họ vào năm 2018. Hệ thống thống kê kinh tế của Ngân hàng Trung ương Hàn Quốc cho biết BOP của Hàn Quốc cho ngành công nghiệp âm nhạc và giải trí đạt 114,7 triệu USD trong quý đầu tiên của năm 2019, cho rằng điều này là do mối quan hệ được cải thiện giữa Trung Quốc và Hàn Quốc và sự thành công vượt bậc trên toàn cầu của BTS, đặc biệt là ở Bắc Mỹ.

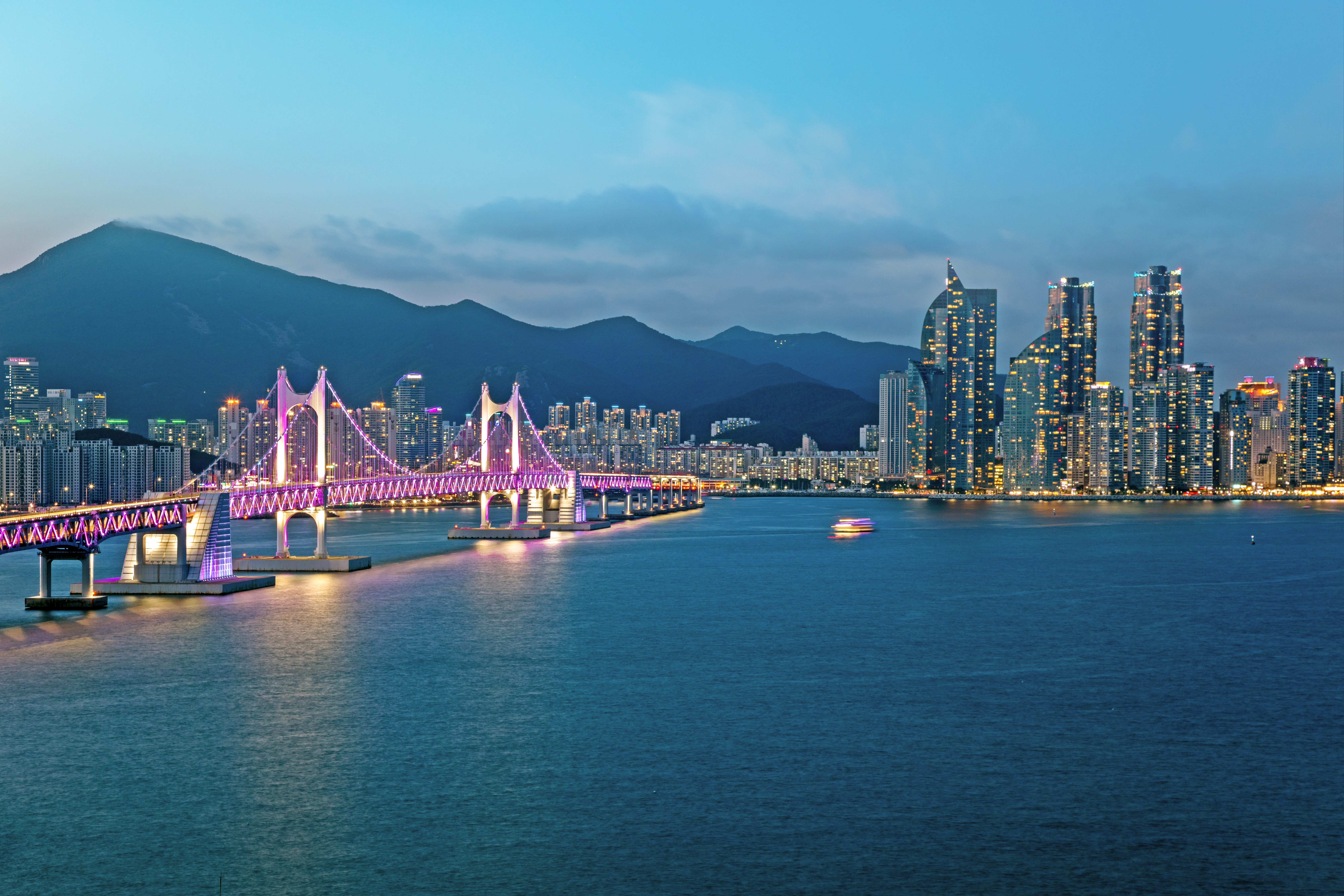
Cầu Gwangan của thành phố Busan bừng sáng trong sắc tím nhân dịp BTS tổ chức buổi gặp gỡ người hâm mộ vào tháng 6 năm 2019.

Được ký kết với tư cách là đại sứ du lịch vào năm 2017, Chính quyền thành phố Seoul ghi nhận BTS cho sự phục hồi của ngành du lịch đang bị thu hẹp của Seoul sau cuộc tranh cãi THAAD năm 2016, thu hút trung bình khoảng 790.000 khách du lịch đến Hàn Quốc hàng năm. Tháng 12 năm 2018, Viện nghiên cứu kinh tế Hyundai ước tính rằng BTS mang về hơn 3,67 tỷ USD cho nền kinh tế Hàn Quốc mỗi năm, thu hút ít nhất 1 trong số 13 khách du lịch nước ngoài đến thăm Hàn Quốc. Buổi gặp gỡ người hâm mộ kéo dài 2 ngày của BTS được tổ chức ở Seoul và Busan vào tháng 6 năm 2019 tạo ra hiệu quả kinh tế tổng cộng 480 tỷ KRW (408 triệu USD) cho cả hai thành phố này, chiếm 1,6% GDP năm 2018 của Busan và 0,9% GDP năm 2018 của Seoul. Buổi hòa nhạc kéo dài 3 ngày ở Seoul của nhóm cho chuyến lưu diễn Love Yourself World Tour vào tháng 10 năm 2019 được ước tính có giá trị kinh tế gần 1 nghìn tỷ KRW (862 triệu USD) và thu hút tổng cộng 187.000 du khách nước ngoài đến thăm Hàn Quốc. Tính đến  tháng 6 năm 2019, hiệu quả kinh tế của BTS đối với Hàn Quốc được ước tính là hơn 5,5 nghìn tỷ KRW (4,65 tỷ USD) mỗi năm, khoảng 0,3% GDP của Hàn Quốc. Con số này có thể so sánh với Korean Air, hãng hàng không hàng đầu của Hàn Quốc với tỷ lệ phần trăm đóng góp cho GDP của Hàn Quốc là 0,7%. Dữ liệu bán vé thường niên năm 2019 của trang bán vé trực tuyến Interpark của Hàn Quốc cho thấy chuyến lưu diễn thế giới Love Yourself: Speak Yourself World Tour của BTS tại sân vận động Olympic Seoul được vinh danh ở vị trí số 1 với BTS dẫn đầu doanh thu bán vé trong 2 năm liên tiếp trên Interpark. Ngoài Hàn Quốc, các buổi hòa nhạc của BTS tại sân vận động Wembley được ước tính thu về khoảng 100 tỷ KRW (82 triệu USD) như một hiệu ứng kinh tế trực tiếp cho thành phố Luân Đôn. Sau khi BTS đến đảo Malta để ghi hình cho chương trình thực tế Bon Voyage 3 của nhóm, Cơ quan Du lịch Malta báo cáo rằng số lượng khách du lịch Hàn Quốc đến tham quan Malta tăng hơn 237% và cho rằng BTS chính là nguyên nhân cho sự gia tăng này. Bên cạnh Ariana Grande và Drake, BTS được xem như là nhân tố chủ chốt trong việc thúc đẩy doanh thu của ngành công nghiệp âm nhạc toàn cầu lên 19 tỷ USD vào năm 2018. Lợi nhuận như vậy không được chứng kiến kể từ năm 2006 sau khi giao dịch mua kỹ thuật số đạt đà tăng trưởng. Năm 2020, một báo cáo chung của Bộ Văn hóa, Thể thao và Du lịch Hàn Quốc và Viện Văn hóa và Du lịch Hàn Quốc ước tính hiệu quả kinh tế trị giá 1,7 nghìn tỷ KRW (1,43 tỷ USD) sẽ được tạo ra nhờ việc BTS dẫn đầu bảng xếp hạng Billboard Hot 100 với "Dynamite". BTS một lần nữa được ghi nhận là một trong những nghệ sĩ giúp tăng doanh thu ngành công nghiệp âm nhạc toàn cầu lên 21,6 tỷ USD vào năm 2020, con số cao nhất kể từ năm 2002.
Forbes Hàn Quốc vinh danh BTS là những người nổi tiếng có tầm ảnh hưởng lớn nhất tại Hàn Quốc vào năm 2018 và 2020 và BTS được vinh danh ở vị trí số 43 trong danh sách Forbes Celebrity 100 (2019) với tư cách là một trong những người nổi tiếng có thu nhập cao nhất thế giới. Tính đến năm 2019, BTS được ước tính đã mang về hơn 4,65 tỷ USD cho nền kinh tế Hàn Quốc mỗi năm, tương đương 0,3% GDP của Hàn Quốc. Nhóm thu hút ít nhất 1 trong số 13 khách du lịch nước ngoài đến thăm Hàn Quốc và được xem như là một trong những nghệ sĩ chính trong việc thúc đẩy doanh thu của ngành công nghiệp âm nhạc toàn cầu lên 19 tỷ USD vào năm 2018.
Tháng 3, Big Hit Entertainment phát hành chuỗi video mang tên "Learn Korean with BTS" trên ứng dụng truyền thông xã hội Weverse nhằm "tạo điều kiện dễ dàng và thú vị cho những người hâm mộ toàn cầu gặp khó khăn trong việc thưởng thức âm nhạc và nội dung của BTS do rào cản ngôn ngữ." Ý tưởng về dự án này được nảy sinh khi người hâm mộ đồng loạt yêu cầu phụ đề tiếng Anh cho video của BTS. Chuỗi video bao gồm những bài học dài 3 phút về cách diễn đạt và ngữ pháp tiếng Hàn, trong đó có sử dụng nhiều nội dung mà BTS hiện có trên YouTube và V Live, chẳng hạn như "Run BTS" và "Bangtan Bomb". Các đoạn video được phát triển giữa sự hợp tác của các nhà nghiên cứu từ Viện Nội dung Ngôn ngữ Hàn Quốc và Đại học Ngoại ngữ Hàn Quốc.

## BTS Universe

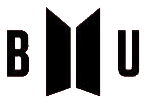
Logo của BTS Universe.

BTS Universe, còn được gọi là Bangtan Universe hoặc BU, là một vũ trụ song song do Big Hit Entertainment sản xuất. Bộ truyện tranh mạng Save Me của nhóm được bám sát theo mạch truyện cùng với cuốn sách HYYH: The Notes 1. Trình tự thời gian của vũ trụ bắt đầu với bài hát "I Need U" và kéo dài đến thời điểm hiện tại. Nó kể về câu chuyện của 7 thành viên trong một thực tế giả tưởng và mô tả những lo lắng và bất ổn của họ khi họ phải đối mặt với tương lai của mình. Trong một cuộc họp giao ban được tổ chức vào ngày 4 tháng 2 năm 2020, Big Hit thông báo về việc phát hành HYYH: The Notes 2, tái tạo 5 bài hát của BTS thành 5 cuốn sách ảnh và bộ phim truyền hình Youth sẽ được sản xuất với sự hợp tác của Chorokbaem Media và nhà biên kịch Kim Soo-jin. Chia sẻ với Billboard, Michelle Cho, một giáo sư trợ lý của các nền văn hóa đại chúng Đông Á tại Đại học Toronto cho biết, "Như một trải nghiệm nghe nhìn, "I Need U" đã mở ra Bangtan Universe — cốt truyện của tuổi thành niên là một sự kết hợp tuyệt vời với bộ ba [album] The Most Beautiful Moment in Life và tiếp diễn trong video âm nhạc, "video khái niệm" (phim ngắn) và câu chuyện đa dạng, kết thúc mở được đăng định kỳ trong ghi chú của album và các bài đăng tải trên Twitter và Instagram."
Mariejo Ramos từ The Inquirer nhận xét về BTS Universe rằng "không có nghệ sĩ nào khác thành công trong việc kết hợp tác phẩm văn học với nhạc pop ở quy mô như vậy." Nhóm sử dụng vũ trụ song song và những cuốn sách văn học, chẳng hạn như cuốn sách The Ones Who Walk Away from Omelas như một thiết bị đóng khung cho album của nhóm. Sự kết hợp của cả hai đã tạo nên một môi trường tương tác cho người hâm mộ của nhóm dẫn đến việc nhiều giả thuyết được đặt ra mỗi khi tài liệu hoặc gợi ý mới được phát hành.
Có thông báo rằng bộ phim truyền hình Youth sẽ được phát sóng vào năm 2021. Bộ phim sẽ gói gọn mạch truyện được tạo xuyên suốt BU và bộ truyện tranh mạng Save Me.

## Quảng cáo
BTS duy trì nhiều hợp đồng quảng cáo toàn cầu trong các ngành nghề khác nhau xuyên suốt sự nghiệp của nhóm. Hợp tác với Puma kể từ năm 2015, BTS ban đầu quảng bá cho dòng trang phục thể thao của họ với tư cách là đại sứ thương hiệu của Puma Hàn Quốc trước khi trở thành đại sứ thương hiệu toàn cầu vào năm 2018 và quảng bá cho bản phối lại của dòng sản phẩm "Turin" và "Sportstyle" trên toàn cầu. Năm 2019, BTS ký hợp đồng với thương hiệu Fila nhằm quảng bá cho dòng trang phục thể thao của họ. BTS còn là đại sứ thương hiệu toàn cầu cho dòng điện thoại LG G7 ThinQ năm 2018 của LG Electronics, dòng xe SUV hàng đầu năm 2019 của Hyundai Motors là "Palisade" và dòng xe SUV chạy bằng pin nhiên liệu hydro là "Nexo". Nhờ vào tầm ảnh hưởng lớn của BTS, tập đoàn Hyundai đã nhận được gần gấp đôi số lượng đơn đặt hàng trước trong nước cho mẫu xe "Palisade". BTS được bổ nhiệm làm đại sứ toàn cầu của giải đua xe điện công thức E nhằm nâng cao nhận thức về việc xe điện có thể giúp giảm thiểu biến đổi khí hậu. Năm 2020, BTS hợp tác với thương hiệu điện tử Samsung Electronics, phát hành phiên bản giới hạn theo chủ đề BTS cho dòng điện thoại Galaxy S20+ và dòng tai nghe Galaxy Buds+. Với tư cách là nhóm nhạc nam đầu tiên hợp tác với hãng thời trang cao cấp Dior, BTS đã diện những bộ trang phục từ bộ sưu tập Xuân–Hè năm 2019 của nhà thiết kế Kim Jones tại buổi hòa nhạc của nhóm ở Stade de France. Kể từ tháng 4 năm 2021, BTS là đại sứ thương hiệu của hãng thời trang cao cấp Louis Vuitton.
Trong lĩnh vực giải trí, BTS xuất bản bộ truyện tranh mạng Hip Hop Monster, We On thông qua cổng thông tin Nate Webtoon và Save Me hợp tác với LICO và Line Webtoon. Trong ngành công nghiệp đồ chơi, Mattel sản xuất bộ sưu tập búp bê được tạo kiểu theo những bộ trang phục của BTS từ video âm nhạc "Idol", Medicom Toy sản xuất mô hình BE@RBRICK có biểu trưng và điểm nhấn dựa trên trang phục biểu diễn của BTS, Funko phát hành phiên bản của BTS cho mô hình Funko Pops. BTS còn hợp tác với ứng dụng nhắn tin nổi tiếng Line của Hàn Quốc để sản xuất các nhân vật Line Friends mới có tên là BT21. Sự hợp tác ban đầu tạo ra biểu tượng cảm xúc và nhãn dán điện tử nhưng sau đó được mở rộng sản xuất sang quần áo thời trang, giày dép, phụ kiện và các mặt hàng khác. Các gian hàng chính hãng của Line được mở cửa khắp thành phố Seoul trước khi lan rộng ra thị trường toàn cầu sang các nước Nhật Bản, Đài Loan, Hồng Kông và Hoa Kỳ. Các nhân vật BT21 còn hợp tác với trò chơi điện tử nổi tiếng Among Us để sản xuất nhân vật phiên bản giới hạn sẽ có sẵn trên toàn cầu. Trong ngành công nghiệp trò chơi điện tử, Nexon phát hành các nhân vật dựa trên BTS cho trò chơi nhập vai Elsword, BTS còn hợp tác với DalcomSoft để phát hành trò chơi âm nhạc SuperStar BTS vào tháng 1 năm 2018 và Netmarble cho trò chơi mô phỏng BTS World được phát hành vào tháng 6 năm 2019. Tháng 12 năm 2020, BTS hợp tác với trò chơi điện tử MapleStory để thiết kế các vật phẩm của riêng nhóm dựa trên những ký ức thời thơ ấu và niềm yêu thích của từng thành viên đối với MapleStory. BTS còn hợp tác với Casetify để ra mắt toàn cầu bộ sưu tập phụ kiện công nghệ mới và thương hiệu gốm sứ Kwangjuyo để phát hành dòng sản phẩm theo chủ đề BTS. Trong ngành công nghiệp thực phẩm, BTS hợp tác với chuỗi đồ ăn nhanh McDonald's để ra mắt phần ăn riêng BTS Meal tại 50 quốc gia.
Tại khu vực châu Á, BTS từng là đại diện phát ngôn thương hiệu cho ngân hàng KB Kookmin, 1 trong 4 ngân hàng lớn nhất tại Hàn Quốc. Sự hợp tác của họ đã dẫn đến việc hơn 180.000 tài khoản ngân hàng được mở và BTS sau đó đã gia hạn hợp đồng với ngân hàng KB Kookmin đến năm 2019. Coca-Cola Hàn Quốc đã ký hợp đồng với BTS cho chiến dịch quảng cáo của họ cũng như các hoạt động quảng bá trong thời gian diễn ra World Cup 2018 tại Nga. Trong lĩnh vực du lịch, BTS là đại sứ thương hiệu cho Lotte Duty Free Shop kể từ năm 2017, đồng thời là đại sứ du lịch danh dự cho thành phố Seoul thuộc khuôn khổ chương trình "I Seoul U". Trong lĩnh vực làm đẹp và may mặc, BTS hợp tác với thương hiệu đồng phục học sinh Smart Uniform kể từ năm 2016 đến 2019. BTS cũng quảng bá cho thương hiệu mặt nạ Mediheal, thương hiệu mỹ phẩm VT Cosmetics, thương hiệu kính áp tròng Play/Up, thương hiệu thực phẩm bổ sung vitamin Lemona, công ty thương mại điện tử Tokopedia của Indonesia, thương hiệu ghế massage Bodyfriend, công ty viễn thông Smart Communications của Philippines và thương hiệu bia Kloud Draft của Lotte Chilsung.